# Silke Rottenberg
Silke Rottenberg (* 25. Januar 1972 in Euskirchen) ist eine ehemalige deutsche Fußballspielerin. Die Torfrau spielte von 1991 bis 2008 in der Bundesliga und war in den Jahren zwischen 1993 und 2008 in der Nationalmannschaft aktiv. 1998 wurde sie zu Deutschlands Fußballerin des Jahres gewählt.

## Sportliche Karriere

### Vereinsfußball
Silke Rottenberg begann bereits mit vier Jahren beim SC Enzen-Dürscheven mit dem Fußballspielen. Zunächst spielte sie auf der Libero-Position. Erst im Alter von 16 Jahren entschied sie sich auf Anraten der Mittelrhein-Trainerin Tina Theune-Meyer, Torfrau zu werden. 1991 gewann sie mit Grün-Weiß Brauweiler den DFB-Pokal. Anschließend wechselte sie zum TSV Siegen, mit dem sie ihre meisten Vereinserfolge sammelte. Im Jahr 2000 ging sie zum FFC Brauweiler Pulheim, mit dem sie allerdings keinen Titel gewann. 2002 absolvierte sie die Ausbildung zur Fußballlehrerin an der Sporthochschule Köln. Von 2003 bis 2006 spielte sie beim FCR 2001 Duisburg, ab der Saison 2006/2007 stand sie beim 1. FFC Frankfurt unter Vertrag.
Am 11. Dezember 2008 beendete sie ihre Karriere verletzungsbedingt.
Erfolge:
- Deutsche Meisterin 1994 und 1996 mit dem TSV Siegen
- Deutsche Meisterin 2007 und 2008 mit dem 1. FFC Frankfurt
- Deutsche Pokalsiegerin 1991 mit Grün-Weiß Brauweiler
- Deutsche Pokalsiegerin 1993 mit dem TSV Siegen
- Deutsche Pokalsiegerin 2007 und 2008 mit dem 1. FFC Frankfurt
- UEFA-Pokalsiegerin 2008 mit dem 1. FFC Frankfurt

### Nationalmannschaft
Ihr Länderspiel-Debüt hatte Silke Rottenberg 1993 gegen die USA. 1997 trug sie bei der EM in Norwegen und Schweden zum Titelgewinn bei; sie kassierte nur ein Gegentor. Bei der gewonnenen WM 2003 wurde sie zur Welttorhüterin gewählt. Außerdem wurde ihr der SportStar Award 2004 verliehen. 2005 wurde sie zum dritten Mal in Folge Europameisterin mit der Nationalmannschaft.
Bei den Olympischen Spielen Sydney 2000 und in Athen 2004 gewann sie mit der Mannschaft die Bronzemedaille. Im Januar 2007 zog sie sich beim Training mit der Nationalmannschaft im chinesischen Guangzhou einen Kreuzbandriss zu und musste ein halbes Jahr pausieren. Im Juli 2007 gab die Bundestrainerin Silvia Neid bekannt, dass Rottenberg bei der Weltmeisterschaft in China im September 2007 von Nadine Angerer als Nr. 1 abgelöst wird.
Auf Grund ihrer vielen Verletzungen trat sie im Mai 2008 aus der Nationalmannschaft zurück. Ihr letztes Länderspiel im Nationaltrikot bestritt sie am 29. Mai 2008 im EM-Qualifikationsspiel gegen Wales (4:0) im Kasseler Auestadion. Bei ihrem Abschied war sie mit 36 Jahren und 125 Tagen die älteste Spielerin, die bislang in der Nationalmannschaft gespielt hatte. Mit 126 Länderspielen war sie außerdem Rekordtorhüterin des DFB, bis sie im Oktober 2013 von ihrer langjährigen Konkurrentin Nadine Angerer überholt wurde.

#### Erfolge
- Weltmeisterin 2003 und 2007
- Europameisterin 1997, 2001 und 2005
- Olympische Bronzemedaille 2000 und 2004
- Sieg beim Algarve-Cup 2006

#### Auszeichnungen
- 2019: Aufnahme in die Hall of Fame

## Sportsoldatin
Neben ihrer Amateurspielerlaufbahn erlernte sie 1988 auch den Beruf der Zahnarzthelferin, den sie bis 1997 ausübte. Aufgrund ihrer Spielerkarriere ergaben sich Probleme für weitere Freistellungen. Nach Aufnahme durch den DFB in den Bundeskader konnte sie als Sportsoldatin in eine Sportfördergruppe der Bundeswehr eintreten. Sie bekam neben ihren sportlichen Verpflichtungen eine Ausbildung im Sanitätsdienst und erreichte den Dienstgrad Hauptfeldwebel. Als Sportsoldatin gewann sie zweimal, zuletzt 2008 in Ede, mit ihrer Mannschaft die Frauen-Weltmeisterschaft des Conseil International du Sport Militaire (CISM). Mittlerweile dient sie in der Sportschule der Bundeswehr in Warendorf als Trainerin. Nach Ablauf ihrer 12-jährigen Dienstzeit als Soldatin auf Zeit plant sie, das Weiterbildungsangebot des Berufsförderungsdienstes (BFD) der Bundeswehr zu nutzen.

## Sonstiges
Silke Rottenberg trainierte häufig mit Männermannschaften und gehört dem Kuratorium der Stiftung Jugendfußball an. Die Stiftung Jugendfußball wurde im Jahr 2000 von Jürgen Klinsmann, weiteren erfolgreichen Nationalspielern sowie den Dozenten des Fußball-Lehrer-Sonderlehrgangs der Sporthochschule gegründet.
Sie engagiert sich für Menschen mit einem Down-Syndrom (Trisomie 21), indem sie an einer Posterkampagne des DS-Infocenters teilnahm. Auf den Postern und Postkarten, die im Oktober 2005 veröffentlicht wurden, ist sie gemeinsam mit ihrer Fußball-Kollegin Pia Wunderlich und Marco Huber, einem Mann mit Down-Syndrom, der Hobbyfußballer in der Alt-Herrenmannschaft 1921 Nieder-Klingen ist, zu sehen. Das Motto der Bilderserie lautet: „Menschen mit Down-Syndrom machen seltsame Bewegungen. Wie jeder, der versucht, einen schwierigen Ball zu spielen.“
Silke Rottenberg unterstützt die Idee des Fairen Handels der GEPA.
Bei der Weltmeisterschaft 2011 war sie neben Riem Hussein und Renate Lingor als Fußballexpertin im ZDF zu sehen.
Silke Rottenberg betreut als Torwarttrainerin diverse Jugendauswahlmannschaften des DFB.